# Bosniens
Pour les articles homonymes, voir Bosnien (homonymie).
Les Bosniens (en anglais : Bosnians ; en bosnien : Bosanci ; en serbe (cyrillique) : Босанци) sont les habitants de la Bosnie-Herzégovine ou les personnes dont l'origine ou le lieu de naissance se trouve en Bosnie-Herzégovine. Le terme Bosniens fait référence à tous les habitants/citoyens du pays, quelle que soit leur appartenance ethnique, culturelle ou religieuse. Il peut également être utilisé comme désignation pour toute personne descendant de la région de Bosnie. En outre, un Bosnien peut être toute personne qui détient la citoyenneté de l'État de Bosnie-Herzégovine et est donc synonyme du gentilé national englobant les Bosniens et Herzégoviniens. Cela inclut, mais sans s'y limiter, les membres des groupes ethniques constitutifs de la Bosnie-Herzégovine : les Bosniaques, les Serbes de Bosnie et les Croates de Bosnie. Ceux qui résident dans la plus petite région géographique d'Herzégovine préfèrent s'identifier comme Herzégoviniens dans le simple sens de l'identité régionale.
Le terme Bosniens ne doit pas être confondu avec les Bosniaques ethnonyme quelque peu similaires, mais pas identiques, se référant aux Bosniaques ethniques d'aujourd'hui.

## Terminologie
À l'origine, le terme Bosniaque désigne la population s'identifiant au royaume de Bosnie, et les adeptes de l’Église bosnienne étaient des Bosniaques.
Dans la littérature ancienne, tous les habitants de la Bosnie étaient appelés Bosniaques (en anglais : Bosniaks ). Les termes (Bosniaques, Bosniaks) étaient utilisés de manière interchangeable, comme gentilé communs pour toute la population de Bosnie, y compris tous les groupes ethniques et religieux.
En indiquant différentes affiliations religieuses au sein de la population générale de la Bosnie, des termes tels que Christian Bosniaks, Mohammedan Bosniaks, Bosniaques catholiques, Bosniaques grecs ou Bosniaques musulmans,, ont été utilisés.
Avant le XIXe siècle, les chrétiens de Bosnie ne se décrivaient ni comme Serbes ni comme Croates, et ce n'est qu'avant l'occupation autrichienne que l'ethnicité s'est configurée sur la base de l'appartenance religieuse.
Au début du XXe siècle, la dénomination Bosniaques a été remplacé par Bosniens (en anglais : Bosnians), car les catholiques et les orthodoxes ne se reconnaissaient plus dans le terme « Bosniaques / Bosniaks » .
Aujourd'hui, le terme Bosniaques est principalement utilisé pour les Bosniaques ethniques, tandis que le terme Bosniens fait référence à tous les habitants de la Bosnie.
Devant la Cour européenne des droits de l'homme, une affaire a été ouverte pour le droit des personnes à s'identifier comme Bosniens, qui a gagné.

## Histoire

### Bosniens médiévaux

Expansion territoriale royaume de Bosnie au Moyen Âge

Le nom de Bosnie en tant qu'État apparaît pour la première fois au milieu du Xe siècle, sous le mot grec Βόσωνα, désignant une région. À cette époque, la période de migration du haut Moyen Âge était déjà terminée. Au cours de cette période mouvementée, au milieu du VIIe siècle, les premiers Slaves ont envahi l'Empire byzantin et se sont installés dans toute l'Europe du Sud-Est. Dans de nombreuses régions, ils ont rencontré divers groupes de la population restante, précédemment romanisée, des anciennes provinces romaines de Dalmatie, Prévalitaine, Pannonie inférieure, Pannonia et d'autres. La population romanisée restante s'est retirée principalement dans les régions montagneuses, tandis que les tribus slaves du sud se sont installées dans les plaines et les vallées, se regroupant progressivement dans les premières principautés. Au fur et à mesure de leur expansion, ils en sont venus à inclure d'autres territoires environnants et ont ensuite évolué vers des États plus centralisés .
Au XIIe siècle, le Banat de Bosnie a été créé, centré dans la vallée de la rivière Bosna. Il existe plusieurs théories parmi les linguistes et autres chercheurs concernant les origines des deux termes, pour la région et la rivière, et également concernant la relation entre ces deux termes. On suppose que le nom de Bosnie pourrait être tiré d'un terme régional plus ancien, lui-même dérivé à l'origine du nom de la rivière Bosna, qui coule au cœur du pays. De cette racine, le gentilé local a été dérivé sous la forme endonymie de Bošnjani, désignant les habitants de la Bosnie. 
Au cours des XIIIe siècleet XIVe siècle, le Banat de Bosnie s'est progressivement étendu, incorporant les régions de Soli, Usora (région), Donji Krajiet Zahumlje. Les habitants de toutes ces régions ont également conservé leur individualité régionale. En 1377, le royaume de Bosnie a été créé sous la dynastie Kotromanić. Il comprenait également plusieurs territoires de la Serbie et de la Croatie médiévales. En conséquence, de nombreux chrétiens orthodoxes orientaux et catholiques romains sont devenus des sujets fidèles de dirigeants de Bosnie, ainsi que des adhérents d'une église bosniaque indigène dont les origines et la nature font l'objet d'un débat continu parmi les érudits. Ceux qui appartenaient à cette secte s'appelaient simplement Krstjani (« Chrétiens »). De nombreux chercheurs ont soutenu que ces Krstjani de Bosnie étaient des dualistes manichéens liés aux Bogomiles de Bulgarie, tandis que d'autres remettent en question cette théorie, invoquant le manque de preuves historiques. Les autorités de l'Église catholique et orthodoxe considéraient l'Église bosniaque comme hérétique et lancèrent de vigoureuses campagnes de prosélytisme pour endiguer son influence. À la suite de ces divisions, aucune identité religieuse cohérente ne s'est développée dans la Bosnie médiévale, comme elle l'avait fait en Croatie et en Serbie.
Le terme historique « Bošnjanin » (latin : « Bosniansis » qui désignait le peuple du royaume de Bosnie médiéval, est apparu à l'époque de Étienne II Kotromanić . Au XVe siècle, le suffixe -« (n)in » avait été remplacé par -« ak » pour créer la forme Bošnjak (Bosniaque), attestée pour la première fois dans la diplomatie du roi de Bosnie Tvrtko II en 1440.
Pendant la domination ottomane, le mot Bosniaque désignait tous les habitants de Bosnie.

### Époque ottomane
Au fil des siècles, le royaume de Bosnie commença lentement à décliner. Il était devenu fracturé par une désunion politique et religieuse croissante. À ce moment-là, les Turc ottoman avaient déjà pris pied dans les Balkans. Battant d'abord les Serbes à la bataille du Kosovo et s'étendant vers l'ouest, les Turcs ont finalement conquis toute la Bosnie et des parties de la Croatie voisine. Le territoire qui appartenait en partie au royaume croate médiéval et en partie au royaume de Bosnie est resté sous la domination ottomane pendant des siècles.
Ces développements ont modifié l'histoire bosnienne, car de nombreux habitants ont embrassé l'islam, compliquant l'identité ethno-religieuse déjà complexe de la Bosnie. L'Église bosnienne a disparu, même si les circonstances de son déclin ont été débattues autant que la définition de sa nature et de ses origines. Certains historiens affirment que les Krstjani de Bosnie se sont convertis en masse à l'islam, cherchant refuge contre les persécutions catholiques et orthodoxes. D'autres soutiennent que l'Église bosnienne avait déjà cessé de fonctionner plusieurs décennies avant la conquête turque. Quoi qu'il en soit, une communauté musulmane indigène et distincte s'est développée en Bosnie sous la domination ottomane, devenant rapidement dominante. Au début des années 1600, environ les deux tiers de la population bosniaque étaient musulmanes.
Pendant toute la durée de la domination ottomane, le mot Bosniaque a été utilisé pour désigner tous les habitants de la Bosnie.

### Époque austro-hongroise
Pendant l'occupation austro-hongroise de la Bosnie-Herzégovine de 1878 à 1918, Benjamin Kallay, ministre impérial des Finances et administrateur de la Bosnie basé à Vienne, a promu Bošnjaštvo une politique qui visait à inspirer au peuple de Bosnie « le sentiment d'appartenir à une nation grande et puissante » . La politique prônait l'idéal d'une nation bosnienne pluraliste et multiconfessionnelle, et considérait les Bosniaques comme « parlant la langue bosnien et divisés en trois religions avec des droits égaux »,. Avec cette politique, il a tenté d'isoler la Bosnie-Herzégovine de ses voisins  irrédentistes (les orthodoxes orientaux en Serbie, les catholiques en Croatie) . 
L'empire a cherché à décourager le concept de nationalité croate ou serbe, qui s'était propagé aux communautés catholiques et orthodoxes de Bosnie-Herzégovine depuis la Croatie et la Serbie voisines au milieu du XIXe siècle. Les Croates et les Serbes qui se sont opposés à la politique impériale et se sont identifiés aux idées nationalistes, ont ignoré les revendications de nationalité bosnien et ont plutôt compté les musulmans de Bosnie comme faisant partie de leurs propres nations, un concept qui a été rejeté par la plupart des musulmans bosniens. La nationalité bosniaque « multi-religieuse » n'est pas l'invention de Kallay et elle a des fondements historiques et sociaux. À l'origine, tous les habitants étaient des Bosniaques de différentes confessions, avec une identité provinciale et territoriale. Mais le concept de Von Kallay n'a pas réussi car les identités religieuses et nationales des Serbes orthodoxes et des Croates catholiques étaient déjà trop fortes.
Après la mort de Kallay, sa politique a été abandonnée et, dans la seconde moitié des années 1910, le nationalisme était devenu une partie intégrante de la politique bosniaque.

### Période yougoslave
Avec la chute de l'Autriche-Hongrie et la création du royaume des Serbes, Croates et Slovènes, les chrétiens bosniaques, influencés par le processus de construction identitaire et nationale en Serbie et en Croatie, se définissent comme des Serbes ou des Croates. Les musulmans bosniaques se retrouvent dans une situation difficile, dans un pays dont les principaux dirigeants étaient des Serbes, et qui considère la Bosnie comme faisant partie intégrante de la Serbie.
Au cours des années 1920, de nombreuses émeutes ont éclaté parce que les Serbes et les Croates de Bosnie voulaient posséder les terres de grands propriétaires terriens (musulmans pour la plupart). Les musulmans ont été attaqués et persécutés, leurs terres leur ont été confisquées et des réformes agraires sur la répartition des terres ont été introduites au niveau de l'État,.
En réponse, les musulmans bosniaques ont commencé à s'organiser politiquement pour se défendre et chercher à être reconnus en tant que nation, compte tenu de leur grand nombre en Bosnie.
Pendant la période où la Yougoslavie a été établie en tant que nation, l'establishment politique en Bosnie-Herzégovine était dominé par les politiques serbes et croates; aucun des deux termes, « Bosnien » ou « Bosniaque », n'a été reconnu pour identifier le peuple en tant que nation constituante. Par conséquent, les musulmans de Bosnie, ou toute personne qui revendiquait une appartenance ethnique Bosnien / Bosniaque, étaient classés dans les statistiques démographiques yougoslaves dans la catégorie «appartenance régionale».
Les classifications des recensements dans l'ex-Yougoslavie ont souvent fait l'objet de manipulations politiques car le comptage des populations était essentiel au pouvoir de chaque groupe. Dans les amendements constitutionnels de 1947, les musulmans bosniens ont demandé l'option «Bosnien». Mais, lors du recensement de 1948, ils n'ont eu que le choix de s'identifier comme «musulmans ethniquement non déclarés», «serbes-musulmans» ou «croates-musulmans» (la grande majorité a choisi la première option) . Lors du recensement de 1953, la catégorie « Yougoslave, ethniquement non déclaré » a été introduite ; l'écrasante majorité de ceux qui s'identifiaient à cette catégorie étaient des musulmans bosniens.
Lors du recensement de 1961, les Bosniaques ou musulmans bosniens ont été définis comme un groupe «d'appartenance ethnique musulmane», mais pas comme une «nation constitutive» yougoslave aux côtés des Serbes et des Croates. Le quatrième congrès du Parti communistes de Bosnie a assuré aux Bosniaques le droit à l'autodétermination. En 1968, le Comité central de la Ligue des communistes de Bosnie-Herzégovine a reconnu la nationalité des « Musulmans » (avec un « M » majuscule) pour les distinguer des « musulmans » (avec un « m » minuscule), qui est une appartenance religieuse,. Ainsi, l'option des « Musulmans » a été introduite comme catégorie dans le recensement de 1971. C'était la catégorie officielle utilisée par les Bosniaques jusqu'au dernier recensement yougoslave en 1991.

### La période contemporaine
Certains nationalistes prétendent que la nation Musulmane a été inventée par Tito, mais la lutte du peuple musulman pour la reconnaissance nationale a commencé à la fin du XIXe siècle, lorsque les nationalismes serbe et croate ont tenté de forcer les musulmans à accepter la nationalité serbe ou croate.
En septembre 1993, l’Assemblée bosniaque (« Bošnjački sabor ») à Sarajevo a remplacé le qualificatif national « Musulman » par celui de « Bosniaque », proposé par les intellectuels Adil Zulfikarpašić et Muhamed Filipović .
Les accords de Dayton ont mis fin à la guerre de 1992-1995 et l'État de Bosnie est resté entier mais divisé en deux entités, la république serbe de Bosnie et la fédération de Bosnie-et-Herzégovine. Un État compliqué à gérer avec de nombreuses contradictions et des problèmes non résolus.
Le nationalisme qui a provoqué la guerre et les prétentions territoriales des pays voisins, la Serbie et la Croatie, sont toujours présents.
La Bosnie souveraine et indivisible, telle qu'envisagée par les accords de Dayton, est officiellement soutenue par la Serbie et la Croatie. Mais à travers les relations privilégiées avec les États voisins permises par Dayton, les communautés ethniques bosno-serbes et croates sont de plus en plus attachées à ces pays voisins, et la Bosnie est de plus en plus divisée,. « Dayton fut l’outil idéal pour prolonger dans la paix les objectifs de guerre » .
Par l'intermédiaire de représentants de groupes ethniques en Bosnie, les voisins alimentent les divisions ethniques et soutiennent les aspirations séparatistes, empêchant la réconciliation et le sentiment d'appartenance à la nationalité bosnienne ainsi que le fonctionnement normal de l'État Bosnie-Herzégovine,.
Ainsi, depuis des années, le président de l'entité république serbe de Bosnie, Milorad Dodik, avec le soutien de la Serbie et de la Russie, annonce la sécession de cette entité et son annexion à la Serbie
,,,.En conséquence, les États-Unis lui ont imposé des sanctions et ont bloqué sa propriété à l'étranger,.
Les Croates de Bosnie réclament également une troisième entité et, avec les séparatistes serbes, empêchent l'État de fonctionner normalement,.
Les musulmans bosniaques prônent une Bosnie multiethnique unie, comme ils l'ont fait pendant la guerre, car ils n'ont pas d'autre patrie que cette Bosnie-Herzégovine.
Malheureusement, ces divisions ethniques et ces tensions séparatistes ne donnent pas à tous le sentiment d'appartenir à la nation bosnienne.
L' ONU souligne que seule une Bosnie multiethnique unie et indivisible, telle qu'envisagée par Dayton est possible, et qu'aucune aspiration séparatiste qui perturberait Dayton et menacerait la paix en Bosnie n'est autorisée.
Paul Garde soutient que la seule solution pour la Bosnie est un État multiethnique.

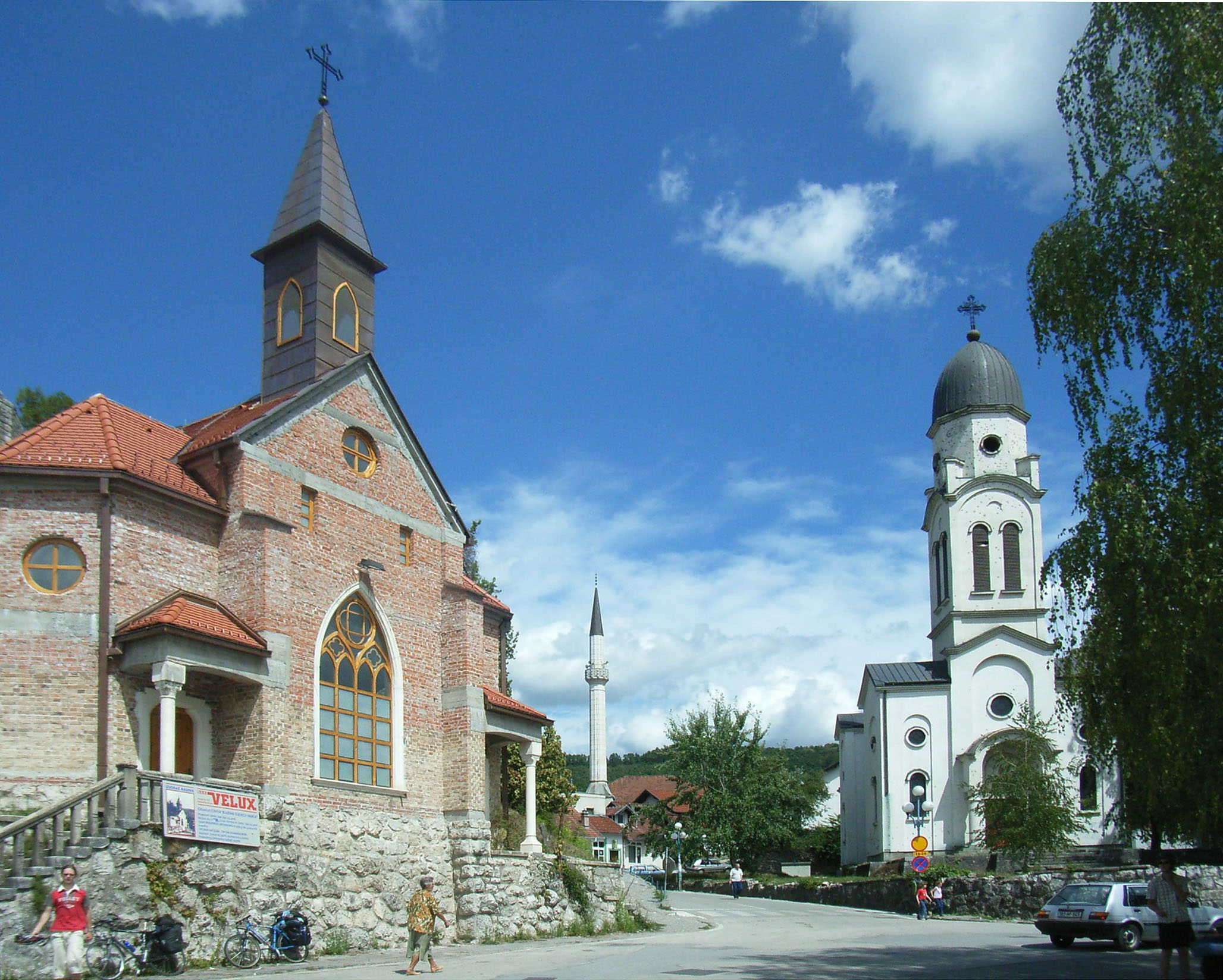
Mosquée, église catholique et église orthodoxe de Bosanska Krupa

## Religion
Dans le passé, de nombreuses personnes en Bosnie étaient laïques et la religion était davantage considérée comme faisant partie de la culture et la tradition des groupes ethniques. Cette tendance s'est intensifiée après la Seconde Guerre mondiale parce qu'ils faisaient partie d'un système politique communiste qui rejetait la religion organisée traditionnelle.
Après la guerre sanglante de 1992 et l'intolérance ethnique qu'elle a provoquée, les gens rassemblés dans leurs communautés ethniques se sont tournés vers la religion où ils se sentaient plus en sécurité.
Le recensement de 2013 montre que l’ethnicité est identifiée à l'appartenance religieuse, les Bosniaques se déclarant musulmans, les Serbes se déclarant orthodoxes et les Croates se déclarant catholiques.
Selon le recensement environ 50,7 % de la population en Bosnie-Herzégovine professe l'Islam (principalement des Bosniaques), suivie du Christianisme orthodoxe (30,7 %) et le Catholicisme environ 15,2 %, 0,3 % sont agnostiques et 0,8 % sont athées, 2,3 % appartiennent à d'autres religions ou n'ont pas répondu.
La Constitution de la Bosnie-Herzégovine et les Constitutions des entités de la fédération de Bosnie-et-Herzégovine et de la république serbe de Bosnie prévoient la liberté de religion, et le gouvernement respecte généralement ce droit et gouverne comme un État laïc. Malgré les tensions ethniques, la Bosnie fait preuve de tolérance religieuse.
L'anthropologue Tone Bringa dit de la Bosnie: « Ni les identités bosniaques, ni croates, ni serbes ne peuvent être pleinement comprises en référence uniquement à l'islam ou au christianisme respectivement, mais doivent être considérées dans un contexte bosnien spécifique qui a abouti à une histoire et à une localité partagées entre les Bosniaques d'origine islamique et chrétienne » . Selon Bringa, il existe en Bosnie une « culture transethnique » singulière qui englobait chaque ethnie et rend les différentes religions, y compris le christianisme et l'islam, « synergiquement interdépendantes » .